# Veneter (keltiskt)
För andra betydelser, se Veneter.
Veneter var ett sjöfarande västkeltiskt folk i sydvästra Bretagne vid Golfe du Morbihan, som under romartiden var en del av ett område som kallas Armorica. De byggde sina fästen på höjder, som beroende på tidvattnet var öar vid flod och halvöar vid ebb. Efter ett förlorat krig med romarna under Julius Caesar såldes de som inte dödades till slaveri. Namnet på den moderna staden Vannes härstammar från veneterna.